# Abdul Rahman Al Shammari
Abdul Rahman Al Shammari (13 de fevereiro de 1993) é um futebolista profissional kuwaitiano que atua como atacante.

## Carreira
Abdul Rahman Al Shammari representou a Seleção Kuwaitiana de Futebol na Copa da Ásia de 2015.